# 4-(4-Hydroxy-4-methylpentyl)cyclohex-3-en-1-carbaldehyd
4-(4-Hydroxy-4-methylpentyl)cyclohex-3-en-1-carbaldehyd (Lyral) ist eine chemische Verbindung aus der Gruppe der substituierten Aldehyde. Das technische Produkt der Verbindung ist jedoch kein Reinstoff, sondern ein Gemisch mit 3-(4-Hydroxy-4-methylpentyl)cyclohex-3-encarbaldehyd.

## Gewinnung und Darstellung
4-(4-Hydroxy-4-methylpentyl)cyclohex-3-en-1-carbaldehyd kann durch eine Diels-Alder-Reaktion aus Myrcenol und Acrolein in Gegenwart von Zinkchlorid gewonnen werden.

## Eigenschaften
4-(4-Hydroxy-4-methylpentyl)cyclohex-3-en-1-carbaldehyd ist eine viskose farblose Flüssigkeit. Die Substanz besitzt einen süßlichen Duft, der als maiglöckchenartig empfunden wird.

## Verwendung
4-(4-Hydroxy-4-methylpentyl)cyclohex-3-en-1-carbaldehyd wird als Geruchsstoff in feinen Parfüms, Haushaltsartikeln, Seifen und Deodorantien verwendet.

### Verbot für die Verwendung in kosmetischen Mitteln
Mit Verordnung (EU) 2017/1410 der Kommission vom 2. August 2017 zur Änderung der Anhänge II und III der Verordnung (EG) Nr. 1223/2009 des Europäischen Parlaments und des Rates über kosmetische Mittel wurde Lyral in Anhang II der Verordnung (EG) Nr. 1223/2009 über kosmetische Mittel aufgenommen und ist damit für die Verwendung in kosmetischen Mitteln verboten.
Es gelten die folgenden Fristen:
- Verbot der Inverkehrbringung: Ab dem 23. August 2019
- Verbot der Bereitstellung auf dem Unionsmarkt: Ab dem 23. August 2021

## Sicherheitshinweise
Die zahlreichen im Epikutantest ermittelten positiven klinischen Befunde lassen für die Verbindung ein hautsensibilisierendes Potenzial erkennen. Die Ergebnisse tierexperimenteller Untersuchungen sind dagegen nicht eindeutig bewertbar.